# Hjaðningavíg

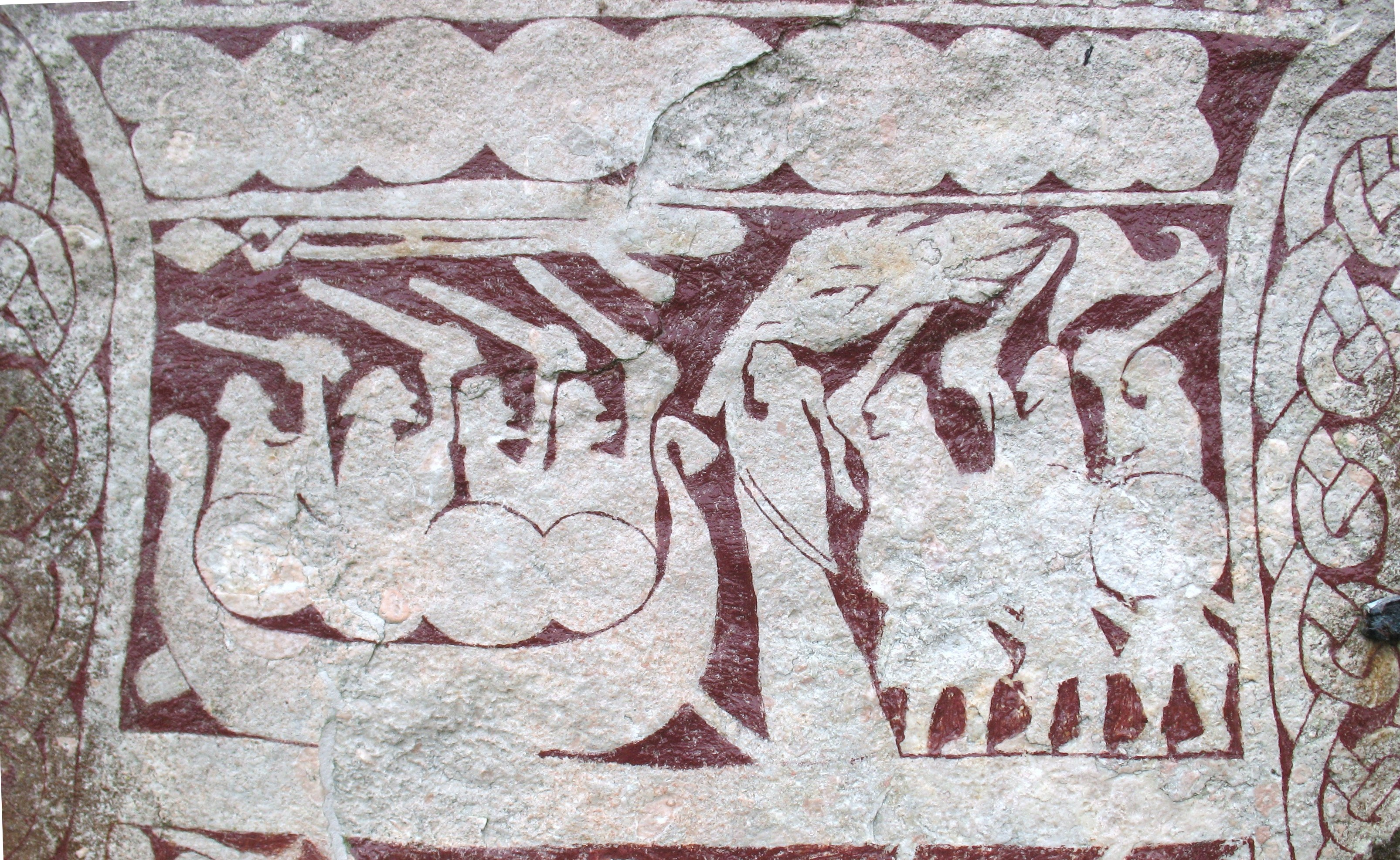
La pietra di Stora Hammars, Gotland

Hjaðningavíg (lett. "la battaglia degli Heodenings"), La leggenda di Heðinn e Hǫgni o la Saga di Hild è una leggenda scandinava della mitologia norrena di una battaglia senza fine, comparsa nel Sörla þáttr, Ragnarsdrápa, Gesta Danorum, Skíðaríma e Skáldskaparmál, si ritiene che compaia anche sulla pietra di Stora Hammar a Gotland e, inoltre, è menzionata nei poemi Deor e Widsið, Háttalykill inn forni, nella tradizionale ballata Hildina , nel Kudrun e nel Dukus Horant.

## Fonti scritte

### SkáldskaparmáleRagnarsdrápa

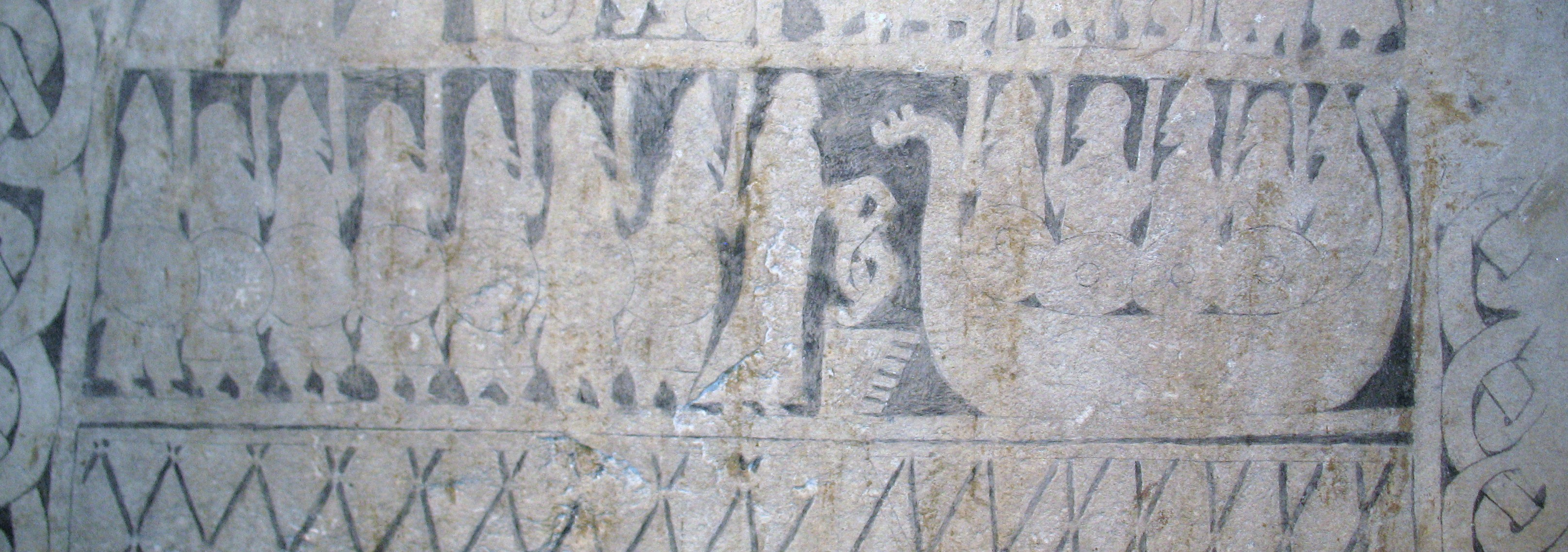
La pietra di Smiss (I), Gotland

Nello Skáldskaparmál e nel Ragnarsdrápa, è riferito che una volta quando il re Högne era via, sua figlia Hilda fu rapita dal principe Heðinn, figlio di Hjarrandi (Heorrenda). Quando Hǫgni tornò, incominciò immediatamente a cercarla. Nel Ragnarsdrápa, Högne finalmente trovò la ragazza e l'isola, dove Heðinn aspettava con il suo esercito, ritenuta da Snorri Sturluson, nel suo Skáldskaparmál, l'isola di Hoy.
Hilda diede il benvenuto al padre e gli offrì un trattato di pace e una collana per conto di Heðinn. Tuttavia, Högne aveva già sguainato Dáinsleif e incominciò una lunga battaglia, nella quale molti morirono. Alla sera Heðinn e Högne tornarono ai loro campi, ma Hilda rimase sul campo di battaglia, dove resuscitò con incantesimi i soldati caduti, i quali incominciarono a combattere di nuovo incessantemente fino all'avvento del Ragnarǫk.

### Sörla þáttr
Anche nel Sörla þáttr viene nominata la battaglia, oltre, ad esempio, a riferimenti sul Heimskringla, Lokasenna, e l'Húsdrápa.  Alla fine della storia, l'arrivo del cristianesimo dissolve la vecchia maledizione che tradizionalmente doveva resistere fino al Ragnarǫk.

### Skíðaríma
Nello Skíðaríma, la guerra minaccia di distruggere il Valhalla stesso, e, per questo, Odino inviò Thor a portare con sé il mendicante Skíði, con il compito di fermare la guerra; Skíði riesce a fermare la lotta prendendo in sposa Hilda.

### Gesta Danorum
Saxo Grammaticus, invece, riferisce nel Gesta Danorum che Hithinus, principe di una tribù norvegese, si era innamorato di Hilda, figlia di un certo Höginus, un capo juto. In primavera, Hithinus e Höginus andarono a saccheggiare insieme, e Höginus gli promise in sposa sua figlia, promettendosi reciprocamente di aiutarsi a vicenda in caso di guerra. Tuttavia, si diffuse la voce che Hithinus avesse deflorato Hilda prima del fidanzamento. Höginus credette alla falsa diceria e attaccò Hithinus, venendo, tuttavia, sconfitto e restituito allo Jutland.
Il re Frotho cercò di mediare la pace, ma decise infine di risolvere la disputa in un holmgang. Durante il combattimento, Hithinus fu gravemente ferito e iniziò a perdere sangue. Höginus ebbe pietà del principe norvegese, poiché tra i vecchi scandinavi era considerato vergognoso uccidere qualcuno più debole, e così Hithinus fu portato a casa dai suoi uomini. Sette anni dopo, i due uomini continuarono a combattersi nuovamente, ed entrambi perirono a causa delle ferite. Ma, Hilda che amava entrambi, grazie agli incantesimi resuscitò nuovamente i morti ogni notte, e così la battaglia andò avanti per anni.

### Deor
La battaglia è citata nel poema inglese Deor del X secolo. Il poeta spiega di aver servito gli Heodenings (uomini di Heðinn) fino a quando Heorrenda non lo sostituì con un poeta più abile:
(Deor)